# Inšušinak-sunkir-nappipir
Inšušinak-sunkir-nappipir (elamitisch; in akkadisch: Inschuschinak-schar-ilani) war ein elamitischer König, der in der Zeit von ca. 1500–1350 v. Chr. regierte. Er ist hauptsächlich von einer Reihe beschrifteter Ziegel aus Susa bekannt, auf denen er berichtet, dass er den Tempel von seinem Sukkalmah-Vorgänger Tepti-halki renoviert hatte. Der aus Lehmziegeln erbaute Inšušinak-Tempel war eingestürzt und wurde von ihm in gebrannten Ziegeln neu aufgebaut. Inšušinak-sunkir-nappipir nannte sich nur 'König von Susa'. Mit diesem Titel ist er auch auf Siegelabrollungen aus Haft Tepe bezeugt.
Siehe auch: Liste der Könige von Elam